# The Thief's Wife
The Thief's Wife est un film muet américain réalisé par Allan Dwan et sorti en 1912.

## Fiche technique
- Titre : The Thief's Wife
- Réalisation : Allan Dwan
- Genre : Western
- Production : American Film Company
- Date de sortie :
  - États-Unis : 18 novembre 1912

## Distribution
- J. Warren Kerrigan : le shérif
- Pauline Bush : la femme du voleur
- Jack Richardson : le voleur